# Copemish
Copemish é uma vila localizada no estado americano de Michigan, no Condado de Manistee.

## Demografia
Segundo o censo americano de 2000, a sua população era de 232 habitantes.
Em 2006, foi estimada uma população de 224, um decréscimo de 8 (-3.4%).

## Geografia
De acordo com o United States Census Bureau tem uma área de
2,5 km², dos quais 2,3 km² cobertos por terra e 0,2 km² cobertos por água. Copemish localiza-se a aproximadamente 265 m acima do nível do mar.

## Localidades na vizinhança
O diagrama seguinte representa as localidades num raio de 20 km ao redor de Copemish.